# Atarba
Atarba är ett släkte av tvåvingar. Atarba ingår i familjen småharkrankar.

## Dottertaxa tillAtarba, i alfabetisk ordning[1]
- Atarba aetherea
- Atarba almeidai
- Atarba amabilis
- Atarba angustipennis
- Atarba anthracina
- Atarba apache
- Atarba aperta
- Atarba apicispinosa
- Atarba apoensis
- Atarba aprica
- Atarba argentata
- Atarba argentinicola
- Atarba augusta
- Atarba australasiae
- Atarba bellamyi
- Atarba berthae
- Atarba bickeli
- Atarba bifilosa
- Atarba bifurcula
- Atarba bilobula
- Atarba bipendula
- Atarba biproducta
- Atarba bipunctulata
- Atarba bismila
- Atarba boliviana
- Atarba brevicornis
- Atarba brevilyra
- Atarba brevisector
- Atarba brevissima
- Atarba brunneicornis
- Atarba bulbifera
- Atarba capensis
- Atarba capitella
- Atarba cincticornis
- Atarba circe
- Atarba columbiana
- Atarba confluenta
- Atarba connexa
- Atarba crassispina
- Atarba cucullata
- Atarba dasycera
- Atarba decincta
- Atarba delicatula
- Atarba diacantha
- Atarba dicera
- Atarba digitifera
- Atarba dilatistyla
- Atarba dinematophora
- Atarba distispina
- Atarba dolichophallus
- Atarba eluta
- Atarba fasciata
- Atarba fidelis
- Atarba fiebrigi
- Atarba fieldiana
- Atarba filicornis
- Atarba flava
- Atarba forticornis
- Atarba fuscicornis
- Atarba fuscoapicalis
- Atarba geminata
- Atarba generosa
- Atarba grampiana
- Atarba helenae
- Atarba hemimelas
- Atarba heteracantha
- Atarba hirticornis
- Atarba idonea
- Atarba ignithorax
- Atarba incisurata
- Atarba infuscata
- Atarba integra
- Atarba integriloba
- Atarba intermedia
- Atarba issikiana
- Atarba iyouta
- Atarba javanica
- Atarba jeanneli
- Atarba laddeyana
- Atarba laterospina
- Atarba lawsonensis
- Atarba leptophallus
- Atarba leptoxantha
- Atarba limbata
- Atarba lloydi
- Atarba longitergata
- Atarba lyriformis
- Atarba macracantha
- Atarba margarita
- Atarba marginata
- Atarba mathewsi
- Atarba megaphallus
- Atarba melanolyra
- Atarba melanomera
- Atarba merita
- Atarba mesocera
- Atarba mexicana
- Atarba microphallus
- Atarba millaamillaa
- Atarba minuticornis
- Atarba multiarmata
- Atarba nodulosa
- Atarba obtusiloba
- Atarba pallidapex
- Atarba pallidicornis
- Atarba panamensis
- Atarba patens
- Atarba perincisa
- Atarba picticornis
- Atarba picturata
- Atarba polyspila
- Atarba procericornis
- Atarba punctiscuta
- Atarba pustulata
- Atarba quasimodo
- Atarba rectangularis
- Atarba religiosa
- Atarba restricta
- Atarba rhodesiae
- Atarba scabrosa
- Atarba scutata
- Atarba scutellata
- Atarba serena
- Atarba seticornis
- Atarba setilobata
- Atarba sigmoidea
- Atarba sikkimensis
- Atarba spinituber
- Atarba stigmosa
- Atarba stuckenbergi
- Atarba subaequalis
- Atarba subdentata
- Atarba subpatens
- Atarba supplicata
- Atarba tatei
- Atarba tenuissima
- Atarba tergata
- Atarba tergatoides
- Atarba tetracantha
- Atarba thowla
- Atarba trimelania
- Atarba tuberculifera
- Atarba tungurahuensis
- Atarba unilateralis
- Atarba varicornis
- Atarba variispina
- Atarba waylehmina
- Atarba werneri
- Atarba verticalis
- Atarba williamsi
- Atarba viridicolor
- Atarba voracis